# Herman (condado de Shawano, Wisconsin)
Herman es un pueblo ubicado en el condado de Shawano en el estado estadounidense de Wisconsin. En el Censo de 2010 tenía una población de 776 habitantes y una densidad poblacional de 8,47 personas por km².

## Geografía
Herman se encuentra ubicado en las coordenadas 44°48′13″N 88°47′19″O / 44.80361, -88.78861. Según la Oficina del Censo de los Estados Unidos, Herman tiene una superficie total de 91.66 km², de la cual 91.11 km² corresponden a tierra firme y (0.6%) 0.55 km² es agua.

## Demografía
Según el censo de 2010, había 776 personas residiendo en Herman. La densidad de población era de 8,47 hab./km². De los 776 habitantes, Herman estaba compuesto por el 88.79% blancos, el 0% eran afroamericanos, el 6.83% eran amerindios, el 0.13% eran asiáticos, el 0% eran isleños del Pacífico, el 1.03% eran de otras razas y el 3.22% pertenecían a dos o más razas. Del total de la población el 2.58% eran hispanos o latinos de cualquier raza.